# Лосинівська селищна рада
Лосинівська се́лищна ра́да — адміністративно-територіальна одиниця та орган місцевого самоврядування в Ніжинському районі Чернігівської області. Адміністративний центр — селище міського типу Лосинівка.

## Загальні відомості
Лосинівська селищна рада утворена у 1963 році.
- Територія ради: 11,76339 км²
- Населення ради: 4 737 осіб (станом на 2001 рік)

## Населені пункти
Селищній раді підпорядковані населені пункти:
- смт Лосинівка
- с. Погребець

## Склад ради
Рада складається з 22 депутатів та голови.
- Голова ради: Стрілець Анатолій Олексійович
- Секретар ради: Кошарна Наталія Андріївна

### Керівний склад попередніх скликань
| Прізвище, ім'я, по батькові   | Основні відомості                                                                      | Дата обрання | Дата звільнення |
| ----------------------------- | -------------------------------------------------------------------------------------- | ------------ | --------------- |
| Стрілець Анатолій Олексійович | Селищний голова, 1968 року народження, освіта вища, член Соціалістичної партії України | 26.03.2006   | 31.10.2010      |
| Стрілець Анатолій Олексійович | Селищний голова, 1968 року народження, освіта вища                                     | 31.10.2010   |                 |

Примітка: таблиця складена за даними сайту Верховної Ради України

### Депутати
За результатами місцевих виборів 2010 року депутатами ради стали:

#### За суб'єктами висування
| Суб'єкт висування           | Кількість обраних депутатів | %    |
| --------------------------- | --------------------------- | ---- |
| Самовисування               | 19                          | 86,4 |
| Комуністична партія України | 3                           | 13,6 |

#### За округами
| № округу                    | Прізвище, ім'я, по батькові       | Дата визнання обраним | Освіта             | Партійна приналежність                | Відомості про обраного депутата                                                               |
| --------------------------- | --------------------------------- | --------------------- | ------------------ | ------------------------------------- | --------------------------------------------------------------------------------------------- |
| Комуністична партія України |                                   |                       |                    |                                       |                                                                                               |
| 2                           | Перевідін Олексій Сергійович      | 04.11.2010            | середня            | член Комуністичної партії України     | Лосинівський хлібокомбінат, головний інженер                                                  |
| 4                           | Руденко Володимир Миколайович     | 04.11.2010            | середня            | член Комуністичної партії України     | ТОВ «Лосинівський маслосирзавод», водій                                                       |
| 17                          | Талалаївський Михайло Микитович   | 04.11.2010            | середня            | член Комуністичної партії України     | пенсіонер                                                                                     |
| Самовисування               |                                   |                       |                    |                                       |                                                                                               |
| 1                           | Андрієць Сергій Григорович        | 04.11.2010            | середня            | позапартійний                         | тимчасово не працює                                                                           |
| 3                           | Андрієць Андрій Григорович        | 04.11.2010            | вища               | позапартійний                         | тимчасово не працює                                                                           |
| 5                           | Жежера Анатолій Іванович          | 04.11.2010            | середня            | позапартійний                         | ПП «Агро прогрес», бригадир                                                                   |
| 6                           | Дяченко Сергій Юрійович           | 04.11.2010            | середня            | позапартійний                         | тимчасово не працює                                                                           |
| 7                           | Ситенко Сергій Васильович         | 04.11.2010            | вища               | позапартійний                         | СТОВ АПК «Злагода», головний агроном                                                          |
| 8                           | Зубок Віталій Іванович            | 04.11.2010            | середня            | позапартійний                         | ДТЕЛСІР № 2 ЦТП № 20 Чернігівської філії ВАТ «Укртелеком», начальник дільниці зв'язку         |
| 9                           | Ужищенко Володимир Іванович       | 04.11.2010            | середня            | позапартійний                         | приватний підприємець                                                                         |
| 10                          | Назаренко Олексій Павлович        | 04.11.2010            | середня            | позапартійний                         | Лосинівська МПО, пожежний                                                                     |
| 11                          | Гавриляко Валентина Григорівна    | 04.11.2010            | вища               | позапартійна                          | Лосинівський будинок культури, директор                                                       |
| 12                          | Калініченко Валерій Олександрович | 04.11.2010            | вища               | позапартійний                         | кафе-буфет, приватний підприємець                                                             |
| 13                          | Білан Олена Михайлівна            | 04.11.2010            | середня спеціальна | позапартійна                          | Лосинівське СТ, приватний підприємець                                                         |
| 14                          | Андрієць Володимир Миколайович    | 04.11.2010            | середня            | позапартійний                         | Лосинівська дільниця ніжинського РГГ, майстер                                                 |
| 15                          | Андрієць Світлана Миколаївна      | 04.11.2010            | середня            | позапартійна                          | Лосинівський ДНЗ «Сонечко», старша медсестра                                                  |
| 16                          | Швидкий Володимир Миколайович     | 04.11.2010            | середня            | позапартійний                         | тимчасово не працює                                                                           |
| 18                          | Петрик Сергій Михайлович          | 04.11.2010            | вища               | позапартійний                         | ТОВ «Лосинівський маслосирзавод», завідувач транспортної дільниці                             |
| 19                          | Боровик Олена Михайлівна          | 04.11.2010            | вища               | член Політичної партії «Сила і Честь» | Ніжинський районний центр соціальних служб для сім'ї, дітей та молоді, спеціаліст І категорії |
| 20                          | Кошарна Наталія Андріївна         | 04.11.2010            | середня            | позапартійна                          | Лосинівська селищна рада, секретар                                                            |
| 21                          | Яременко Роман Григорович         | 04.11.2010            | середня            | позапартійний                         | залізнична станція Лосинівка, черговий                                                        |
| 22                          | Могильний Віталій Якович          | 04.11.2010            | вища               | позапартійний                         | Лосинівський МНВК, викладач                                                                   |